# Municipio de Buffalo (Illinois)
El municipio de Buffalo (en inglés: Buffalo Township) es un municipio ubicado en el condado de Ogle en el estado estadounidense de Illinois. En el año 2010 tenía una población de 2813 habitantes y una densidad poblacional de 32,26 personas por km².

## Geografía
El municipio de Buffalo se encuentra ubicado en las coordenadas 41°59′8″N 89°34′10″O / 41.98556, -89.56944. Según la Oficina del Censo de los Estados Unidos, el municipio tiene una superficie total de 87.21 km², de la cual 87,21 km² corresponden a tierra firme y (0 %) 0 km² es agua.

## Demografía
Según el censo de 2010, había 2813 personas residiendo en el municipio de Buffalo. La densidad de población era de 32,26 hab./km². De los 2813 habitantes, el municipio de Buffalo estaba compuesto por el 97,37 % blancos, el 0,71 % eran afroamericanos, el 0,14 % eran amerindios, el 0,32 % eran asiáticos, el 0,25 % eran de otras razas y el 1,21 % eran de una mezcla de razas. Del total de la población el 2,2 % eran hispanos o latinos de cualquier raza.